# Uncle Howie Records
Uncle Howie Records è un'etichetta discografica del rapper Ill Bill, ex componente degli ormai sciolti Non Phixion, nonché fratello maggiore del rapper Necro.

## Storia
L'etichetta fu fondata nel 1998, principalmente per stampare 12" contenenti i singoli dei Non Phixon, e tuttora include ancora i membri dei Non Phixon: Ill Bill, Sabac Red e DJ Eclipse.
L'etichetta ha pubblicato album/12" di artisti underground come Q-Unique, Immortal Technique, E-Dot, Steven King e Cyn Roc.

## Discografia

### CD
- 2001 - Ill Bill Early Years
- 2002 - Non Phixion The Future Is Now
- 2003 - Ill Bill Ill Bill Is The Future
- 2003 - Necro & Ill Bill Street Villains Vol. 1
- 2003 - Q-Unique Mixture
- 2004 - Various Psycho+Logical & Uncle Howie Sampler
- 2004 - Non Phixion The Future Is Now (Platinum Edition)
- 2004 - Non Phixion The Green CD/DVD
- 2004 - Ill Bill What's Wrong With Bill?
- 2004 - Sabac Red Sabacolypse
- 2004 - Goretex The Art Of Dying
- 2004 - Mr. Hyde Barn of the Naked Dead
- 2004 - Q-Unique Vengeance Is Mine
- 2005 - Sabac Red The Collabo Collection Vol. 1
- 2005 - Dj Eclipse The Halftime Show June 29th
- 2005 - Dj Eclipse The Halftime Show June 13th
- 2005 - Ill Bill What's Wrong With Bill? Instrumentals
- 2005 - Sabac Red Freestyles And Demos Vol. 1
- 2005 - Sabac Red Sabacolypse Instrumentals
- 2005 - Goretex The Art Of Dying Instrumentals
- 2005 - Mr. Hyde Barn Of The Naked Dead Instrumentals
- 2005 - Necro & Ill Bill Street Villains Vol. 2
- 2006 - Channel Live Secret Science Rap
- 2006 - Q-Unique Street Supreme
- 2006 - Ill Bill Ill Bill Is Th Future Vol. 2: I'ma Goon!
- 2007 - Mr. Hyde Freestyles And Demos Vol. 1
- 2007 - Necro & Ill Bill Blood Brothers
- 2007 - Ill Bill Black metal
- 2008 - Ill Bill The Hour of Reprisal

### Singoli 12"
- 1998 - Non Phixion Sleepwalkers / Thug Tunin
- 1999 - Non Phixion Obscure Disorder 2004 / The Entree / Full Circle
- 1999 - Non Phixion I Shot Reagan / Refuse To Lose
- 2000 - Non Phixion If You Got Love
- 2000 - Ill Bill & Dj Eli Who's The Best
- 2000 - Non Phixion Legacy / No Tomorrow
- 2001 - Ill Bill & Troy Dunnit Let's Go
- 2002 - Non Phixion Rock Stars / The C.I.A. Is Trying To Kill Me
- 2002 - Non Phixion 5 Boros
- 2002 - Non Phixion 5 Boros (Remix)
- 2002 - Ill Bill & Dj JS-1 License To Ill
- 2003 - Non Phixion Black Helicopters / They Got...
- 2003 - Q-Unique The Ugly Place (Street Sh*t) / Stone Cold
- 2003 - E-Dot My All / R U Up 2 It?
- 2003 - Immortal Technique Industrial Revolution / Peruvian Cocaine
- 2003 - Q-Unique One Shot / Me That's Who
- 2004 - Non Phixion Caught Between Worlds / We All Bleed
- 2004 - Non Phixion Drug Music
- 2004 - Block McCloud No You Won't / Masters Degree
- 2004 - Mr. Hyde Say My Name
- 2004 - Ill Bill God Is An Atheist
- 2004 - Immortal Technique The Point Of No Return / Internally Bleeding / Caught In A Hustle
- 2004 - Ill Bill Anatomy Of A School Shooting
- 2004 - Q-Unique The Set Up
- 2004 - Non Phixion We All Bleed
- 2004 - Sabac Red Organize / Speak Militant
- 2005 - Non Phixion Food / This Is Not An Excercise
- 2005 - E-Dot The Way I Live / To Whom It May Concern
- 2008 - Ill Bill I'm A Goon / Society Is Brainwashed

### LP/EP
- 1998 - Dj Eclipse & Dj KO Fractured Breaks 1
- 1998 - Necro Cockroaches EP
- 2002 - Non Phixion The Future Is Now
- 2003 - Dj Eclipse & Dj KO Fractured Breaks 2
- 2003 - Ill Bill Howie Made Me Do It
- 2003 - Non Phixion The Future Is Now Instrumentals
- 2004 - Q-Unique Vengeance Is Mine
- 2004 - Ill Bill What's Wrong With Bill?
- 2004 - Dj Eclipse Remixes Circa '94
- 2004 - Sabac Red Sabacolypse
- 2004 - Goretex The Art Of Dying
- 2004 - Mr. Hyde Barn Of The Naked Dead
- 2005 - Q-Unique Vengeance Is Mine Instrumentals
- 2008 - Ill Bill The Hour of Reprisal